# 中国农工民主党上海市委员会
中国农工民主党上海市委员会，简称农工党上海市委、上海农工党，是中国农工民主党在上海市的地方组织。